# Hervé Prudon
Pour les articles homonymes, voir Prudon.
Hervé Prudon, né le 27 décembre 1950 à Sannois (Seine-et-Oise) et mort le 14 octobre 2017 à Paris,, est un écrivain, journaliste et scénariste français, spécialisé dans le roman policier et la littérature d'enfance et de jeunesse.

## Biographie
Après une enfance dans la banlieue pavillonnaire, puis en HLM, il fait des études supérieures à l'Université Sorbonne Nouvelle - Paris 3 et obtient une maîtrise en Lettres en 1974. Grand voyageur, il séjourne ensuite en Australie, au Népal et dans divers pays européens. « De retour à Paris, il échoue à l'agrégation et travaille comme manutentionnaire, accessoiriste de théâtre, déménageur, pigiste ».
Il publie son premier roman Mardi gris dans la collection Série noire en 1978. Jean-Patrick Manchette salue « sa furia et sa maestria », mais ses audaces stylistiques et ses univers déglingués le marginalisent. 
Après ses deux premiers romans, il collabore à divers journaux : Le Monde, Libération, Le Nouvel Observateur, Cosmopolitan. Il travaille aussi comme nègre littéraire, une « expérience qu'il raconte dans Plume de nègre (1987) ».
Il revient à la Série Noire en 1995 avec Nadine Mouque, couronné par le prix Louis-Guilloux, qui raconte les pathétiques aventures d'un vieux garçon chômeur et alcoolique de la banlieue parisienne, et deux autres romans l'année suivante. Depuis, il a publié chez Grasset et Flammarion des romans et récits qui s'éloignent du genre policier. Ze big Slip (2006) appartient toutefois au roman policier humoristique, tout comme Ouarzazate et mourir (1996), un épisode du Poulpe.
Il a également signé des scénarios pour des courts métrages, des adaptations théâtrales pour la radio et, en 1998, la pièce Comme des malades, une expérience théâtrale très remarquée avec le comédien Jacques Bonnaffé.
Il est le père de l'auteur de bande dessinée Léopold Prudon.

## Œuvre

### Romans
- Mardi gris, Gallimard, coll. « Série noire » no 1724 (1978) ; réédition, La Table ronde, coll. « La Petite Vermillon » no 465 (2019)
- Tarzan malade, Éditions des autres (1979) ; réédition, Gallimard, coll. « Série noire » no 2457 (1997)
- Banquise, Fayard coll. « Fayard noir » no 3 (1981) ; réédition, Édito-Service, coll. « Les Classiques du crime » (1983) ; nouvelle édition revue et corrigée, Éditions La Table ronde, coll. « La Petite Vermillon » no 320 (2009)
- Les Yeux doux, Mazarine (1983)
- Champs-Élysées, Mazarine (1984)
- Plume de nègre, Mazarine (1987)
- Sainte Extase, Édition Le Dernier Terrain Vague (1989)
- Nadine Mouque, Gallimard, coll. « Série noire » no 2401 (1995) ; réédition Gallimard, coll. « La Noire » (2019) - prix Louis-Guilloux
- La Revanche de la colline, Gallimard, coll. « Série noire » no 2411 (1996)
- Vinyle Rondelle ne fait pas le printemps, Gallimard, coll. « Série noire » no 2418 (1996)
- Ouarzazate et mourir, Éditions Baleine, coll. « Le Poulpe » no 20 (1996) ; réédition, EJL, coll. « Librio noir » no 288 (1999) ; Moby Dick, coll. "Le Poulpe" n° 6 (2025)
- La Femme du chercheur d'or, Flammarion (1998)
- Les Hommes s'en vont, Grasset (1998)
- Venise attendra, Grasset (2000), écrit en collaboration avec Sylvie Péju
- Les Inutiles, Grasset (2002)
- Ours et Fils, Grasset (2004)
- La Sainte journée, Après la Lune, coll. « La Maîtresse en maillot de bain » no 9 (2006)
- La Langue chienne, Gallimard, coll. « Série noire » (2008) ; réédition, La Table ronde, coll. « La Petite Vermillon » no 428 (2017)

### Novelas
- Il fait plus froid dehors que la nuit. Mouilleron-le-Captif : La Loupiote, coll. « Zèbres » no 5 (1997). Jumelé avec Sacrifice de Michel Leydier.
- dans Paris, rive glauque. Autrement, 04/1998.  (ISBN 2-86260-800-9)
- J’ai trois ans et pas toi / dessins de Muzo, Verticales (1999)
- Dead line / dessins de Muzo, Liber Niger (2000) ; réédition les 400 coups, 04/2002, 56 p.  (ISBN 2-84596-052-2)
- Ze big Slip, Éditions La Branche, coll. « Suite noire » no 6 (2006)

### Ouvrages de littérature d'enfance et de jeunesse
- Le Fils du héros, Bayard Presse, coll. « Je bouquine » no 23 (1986)
- En route pour Zanzibar, Albin Michel jeunesse, coll. « Albin poche » no 1 (1996)

### Autres publications
- Le Bourdon / en collaboration avec Pierre Marcelle, J.L. Lesfargues, coll. « Traboule » (1982)
- Trois Picasso avant le petit déjeuner / David Stein ; avec la collaboration de Hervé Prudon. Robert Laffont, 1990, 291 p.  (ISBN 2-221-05990-5)
- « Malet ou les ambiguïtés », À suivre n° 219, avril 1996, p. 8-9.
- Cochin, mémoires, Flammarion (1999) ; réédition, J'ai lu no 6765 (2003)
- Au matin j’explose, poèmes / dessins de Muzo. Éditions Le Ricochet, coll. "Les mascarets du Ricochet" (1999)
- Ouarzazate et mourir, bande dessinée d'après le roman de Hervé Prudon ; adaptation et dessin Baladi. Montpellier : 6 pieds sous terre, coll. "Céphalopode", Série	"Le Poulpe" n° 11, 04/2003, 80 p.  (ISBN 2-910431-36-3)
- Qui veut la peau du colonel ? / Jean-Michel Méchain, avec Hervé Prudon. La Table ronde, 10/2011, 318 p.  (ISBN 978-2-7103-6856-4)
- Devant la mort, poèmes, Gallimard, coll. « Blanche » (2018)

### Ouvrages préfacés
- Conversations avec Staline / Milovan Djilas ; traduit du serbo-croate par Yves Massip ; préface Hervé Prudon. Actes Sud, coll. "Babel" n° 479, 05/2001, 220 p.  (ISBN 2-7427-3236-5)
- Les hommes et les femmes / Muzo ; préface Hervé Prudon. Buchet Chastel, coll. "Les cahiers dessinés", 2002.  (ISBN 2-283-01908-7)

### Théâtre
- Comme des malades (1998)
- Le Fantôme de Canterville, adaptation radiophonique de la pièce d'Oscar Wilde (2014 pour France Culture)[6].

## Sources
: document utilisé comme source pour la rédaction de cet article.
- Claude Mesplède (dir.), Dictionnaire des littératures policières, vol. 2 : J - Z, Nantes, Joseph K, coll. « Temps noir », 2007, 1086 p. (ISBN 978-2-910-68645-1, OCLC 315873361), p. 593-594.